# Tisserin du Katanga
Ploceus katangae
Espèce
Synonymes
- Ploceus velatus katangae (Verheyen, 1953)[2]

Statut de conservation UICN

 LC  : Préoccupation mineure
Le Tisserin du Katanga (Ploceus katangae) est une espèce de passereaux de la famille des Ploceidae.

## Liste des sous-espèces
Selon la classification de référence du Congrès ornithologique international (version 15.1, 2025) :
- Ploceus katangae upembae (Verheyen, 1953) — source du Congo
- Ploceus katangae katangae (Verheyen, 1947) — sud de la RDC et Zambie

## Galerie

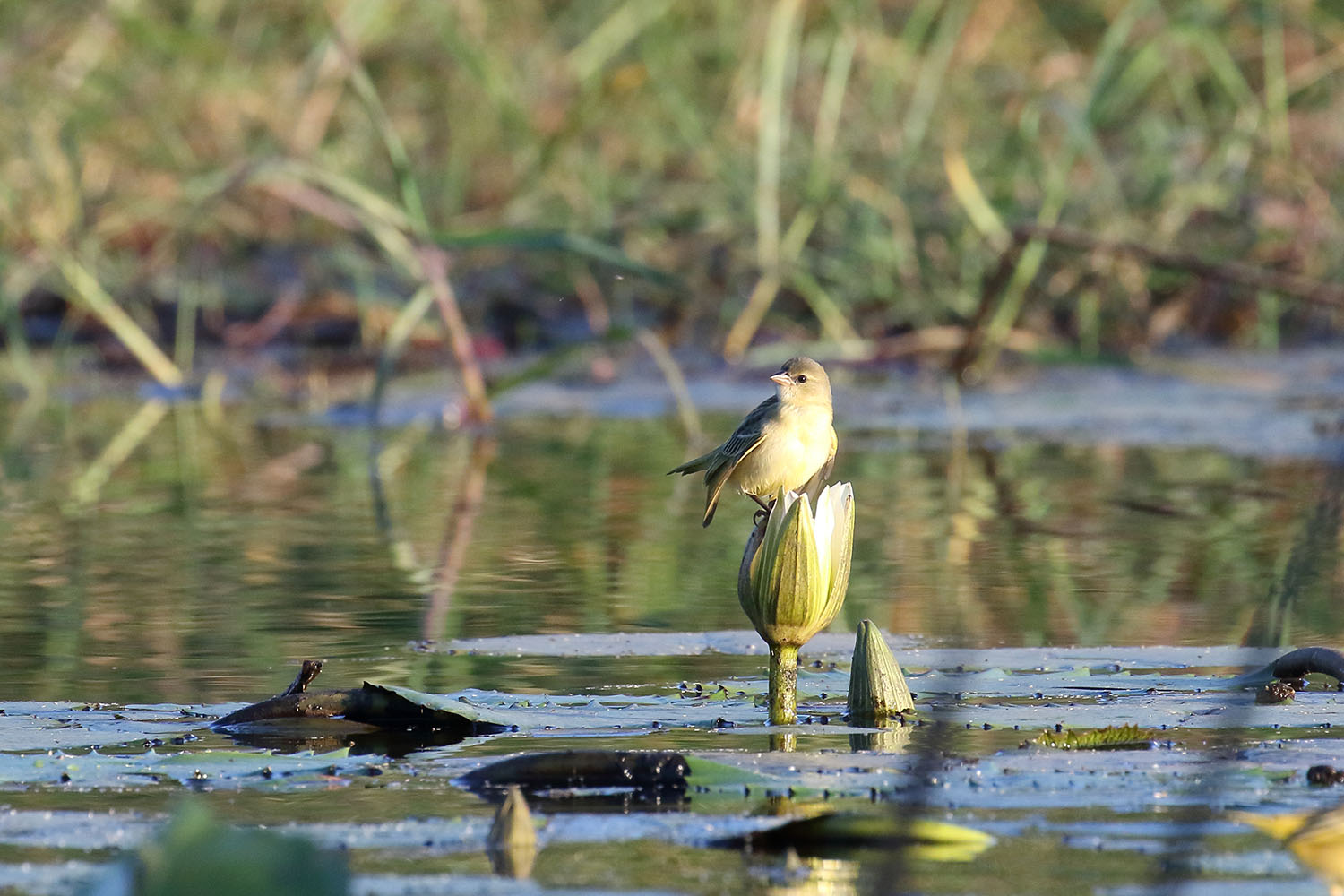
Tisserin du Katanga femelle (Bangweulu, Zambie).